# Hit (напій)
Hit — це газований безалкогольний напій, який був представлений у Венесуелі більше 40 років тому[прояснити]. Зараз[коли?] належить компанії The Coca-Cola Company. Графічний логотип та дизайн подібні до марки «Фанта», і, власне кажучи, це та сама «Фанта», але з іншою назвою.

## Продукція

### Випускається
- Хіт Яблуко
- Хіт Виноград
- Хіт Апельсин
- Хіт Коліта
- Хіт Ананас

### Не випускається
- Хіт Маракуя
- Хіт Мандарин
- Хіт Гуарана
- Хіт Грейпфрут